# Акрахреппюр
Акрахреппюр (исл. Akrahreppur, исландское произношение: [ˈakraˌr̥ɛhpʏr̥]) — община, существовавшая в период с 2006 по 2022 год, на северо-западе Исландии в регионе Нордюрланд-Вестра. В декабре 2021 года в общине на 1364 км² проживало 204 человек.

## История
В Книге о заселении Исландии говорится, что поселения в этом регионе существовали со времен Средневековья, когда и возникли первые общины на тех землях. В 1703 году указом датского короля Фредерика IV была образована сельская община Блёндюхлидархреппюр (исл. Blönduhlíðarhreppur). Когда  4 мая 1872 года король Кристиан IX принял закон о административно-территориальном делении Исландии, то община Блёндюхлидархреппюр была отнесена к Скагафьярдарсисле и переименована в Акрахреппюр. С тех пор община существовала без изменений. Даже в 1998 году, когда 12 из 11-и общин вокруг Скага-фьорда проголосовали за объединение в одну общину Скагафьордюр (исл. Sveitarfélagið Skagafjörður, букв. Община Скагафьордюр), Акрахреппюр отказался входить в это объединение.
В 2018 году в рамках программы укрупнения муниципальных образований в Исландии проводились общественные слушания и общие собрания правлений общин Акрахреппюр и Скагафьордюр. 
В ходе этих обсуждений жители приняли решение о слияние общин. 19 февраля 2022 был проведен местный референдум и по его результатам 14 мая 2022 было выбрано правление новой общины, а 9 июня для объединенной общины утверждено название Скагафьордюр (исл. Skagafjörður, без слова Sveitarfélagið).

## География
Община Акрахреппюр находилась в северной части Исландии в регионе Нордюрланд-Вестра. Северная, бо́льшая, часть земель общины размещалась в пределах горного массива Блёндюхлидарфьёдль, а южная выходила на Исландское нагорье до границ ледника Хофсйёкюдль. Акрахреппюр был в числе тех немногочисленных общин в Исландии, которые не имеют прямого выхода к морю.
На западе, севере и северо-востоке Акрахреппюр граничил с землями общины Скагафьордюр, с юге с землями общины Скейда-ог-Гнупверьяхреппюр (в районе безжизненной поверхности ледника Хофсйёкюдль), а на востоке с общинами Хёграусвейт и Эйяфьярдарсвейт.
В общине есть было несколько мелких хуторов и отдельных ферм, а её административный центр располагался в Вармахлид. Основным занятием жителей было сельское хозяйство (овцеводство, и коневодство).

## Инфраструктура
По территории общины проходил участок кольцевой дороги Хрингвегюр 1 и региональной дороги Сиглюфьярдарвегюр 76. Имелось две дороги местного значения — 	Эйстюрдальсвегюр 758 и Кьяулкавегюр 759, а также горная дорога Скагафьярдарлейд F752, открытая для движения в летний период и только для транспортных средств повышенной проходимости.
На севере Акрахреппюр, в соседней общине Скагафьордюр, находился аэропорт местного значения, а ближайшим международным аэропортом являлся аэропорт Акюрейри.

## Население
Источник: Mannfjöldi eftir kyni, aldri og sveitarfélögum 1998-2021 (исл.). hagstofa.is. Reykjavík: Hagstofa Íslands [Статистическая служба Исландии]. Дата обращения: 22 ноября 2021.

## Галерея

Достопримечательности на территории общины
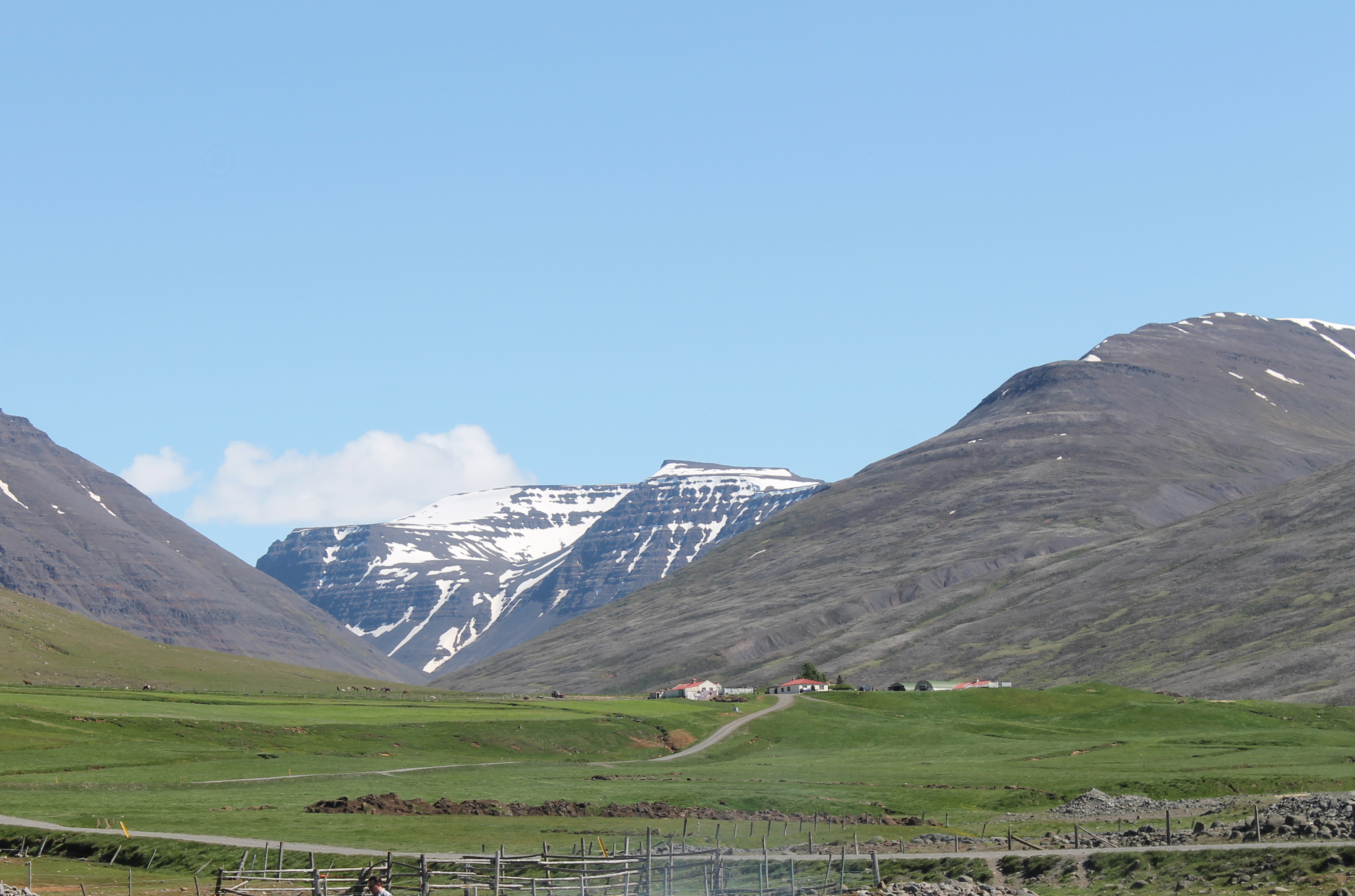
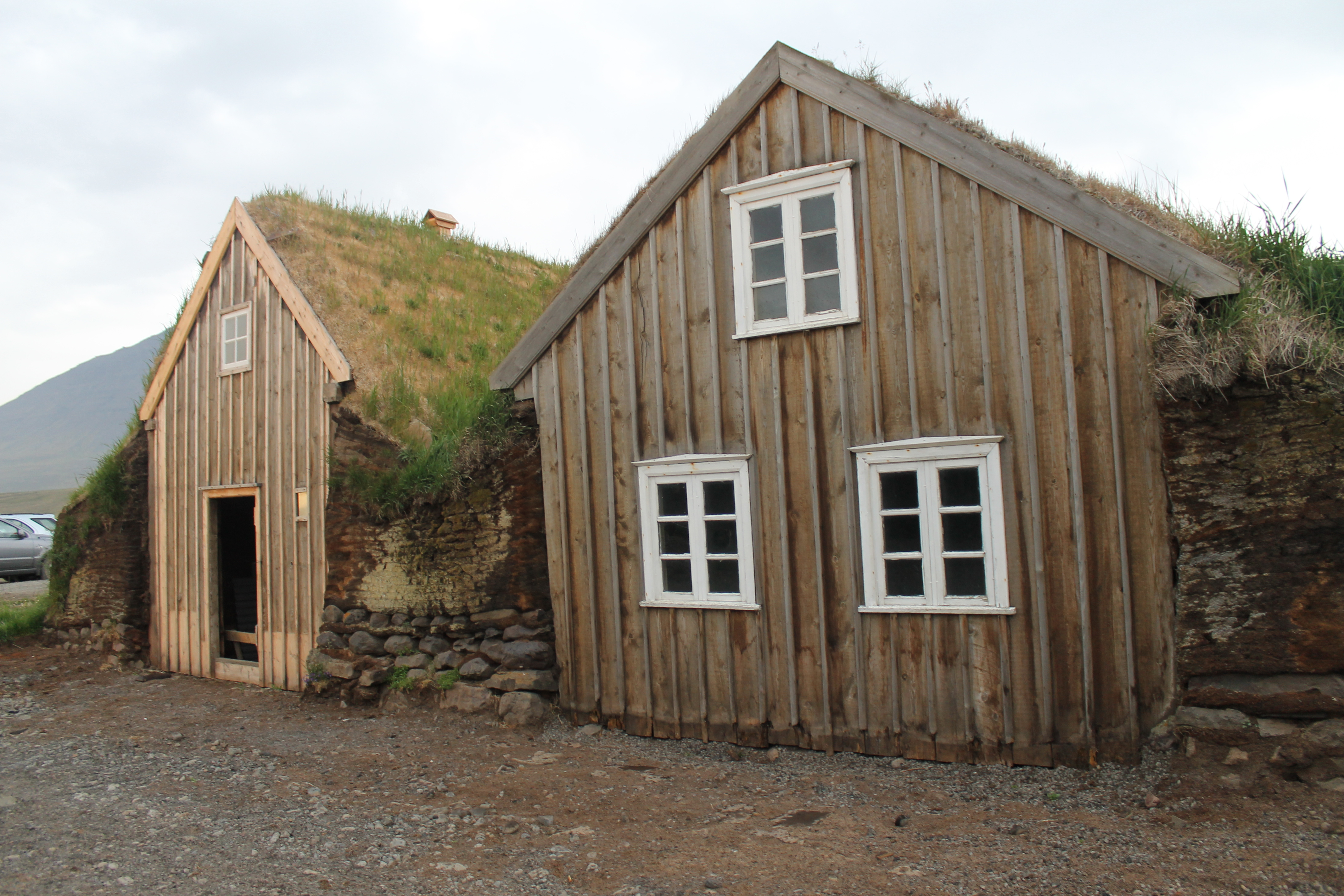
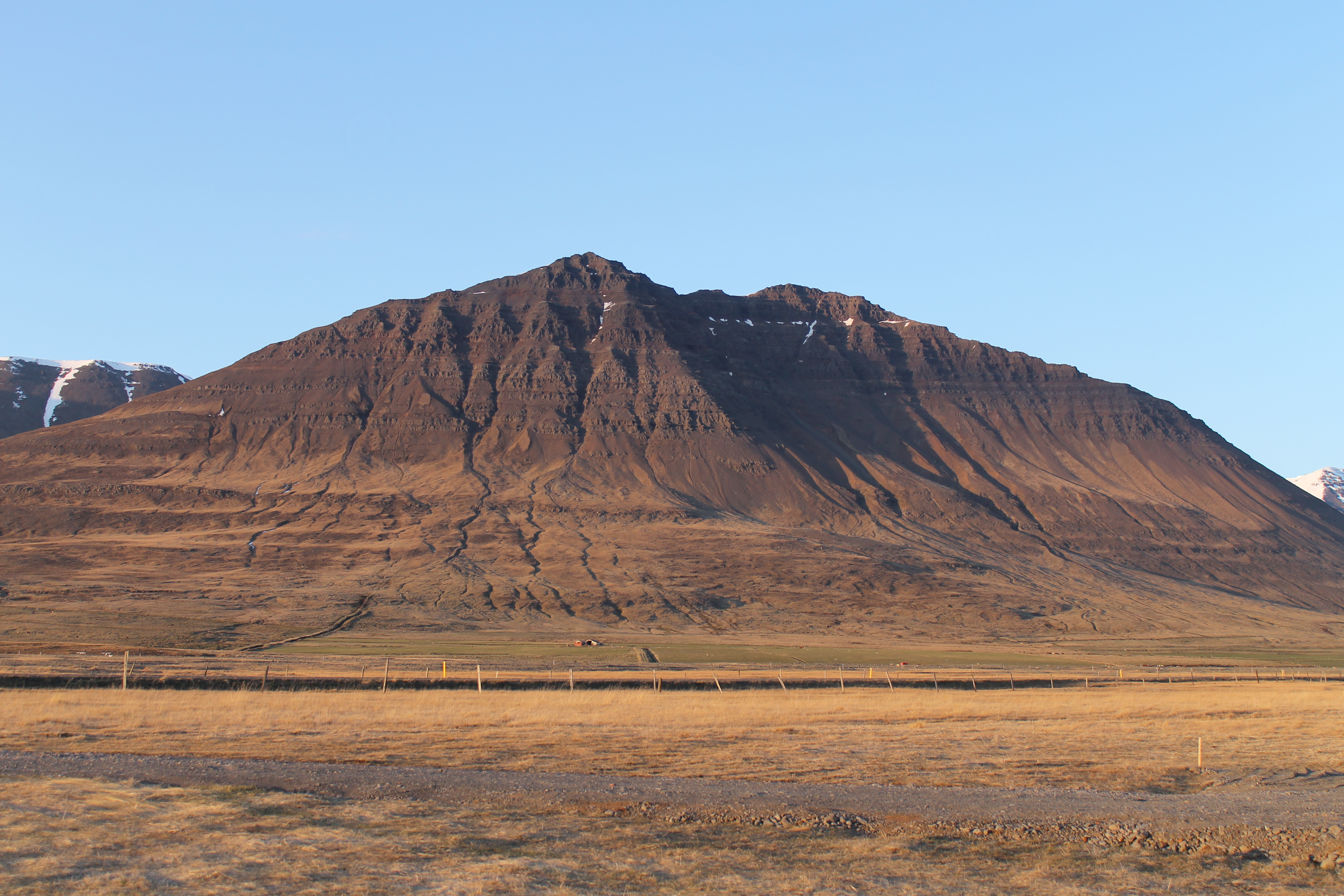
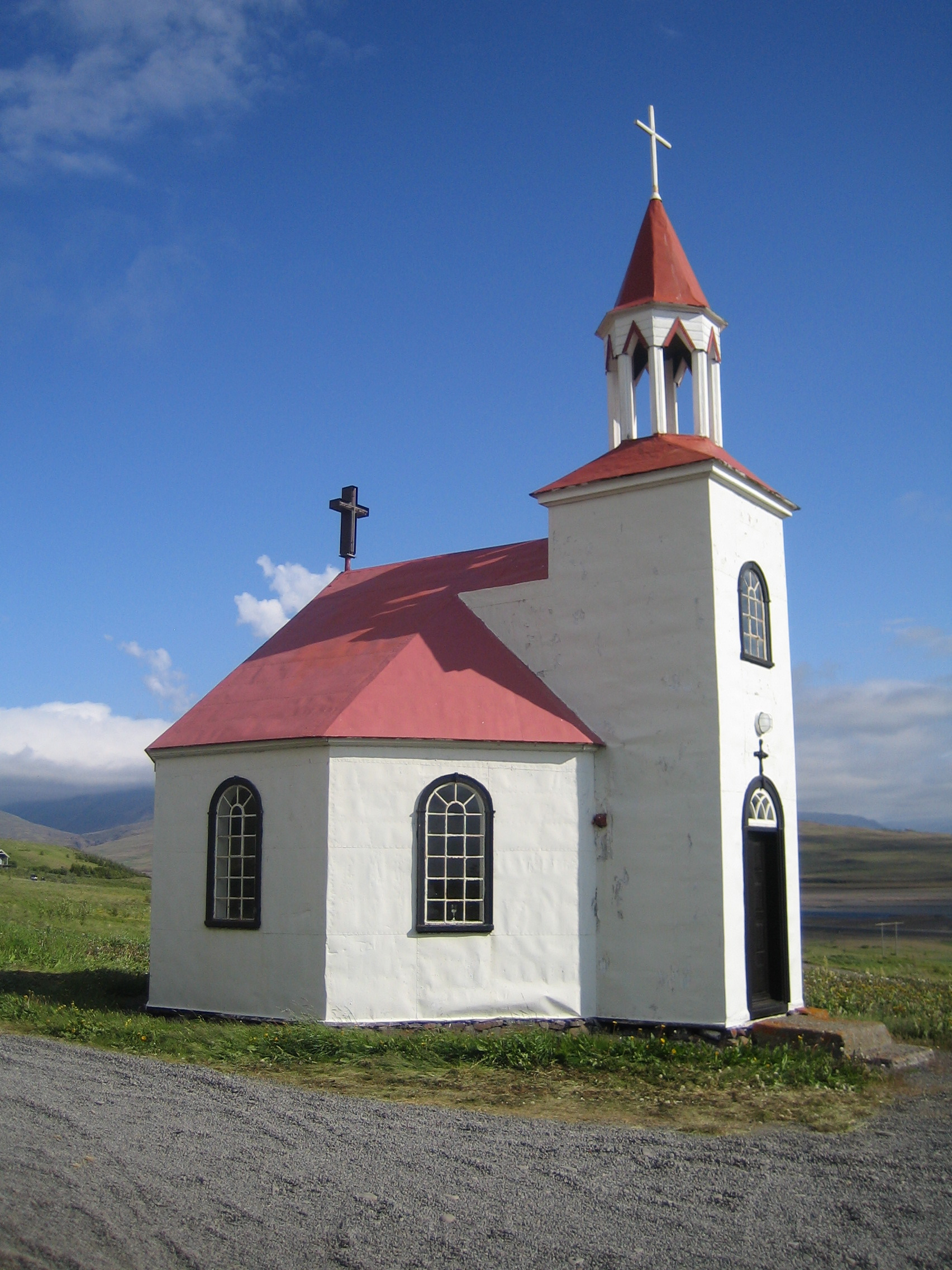
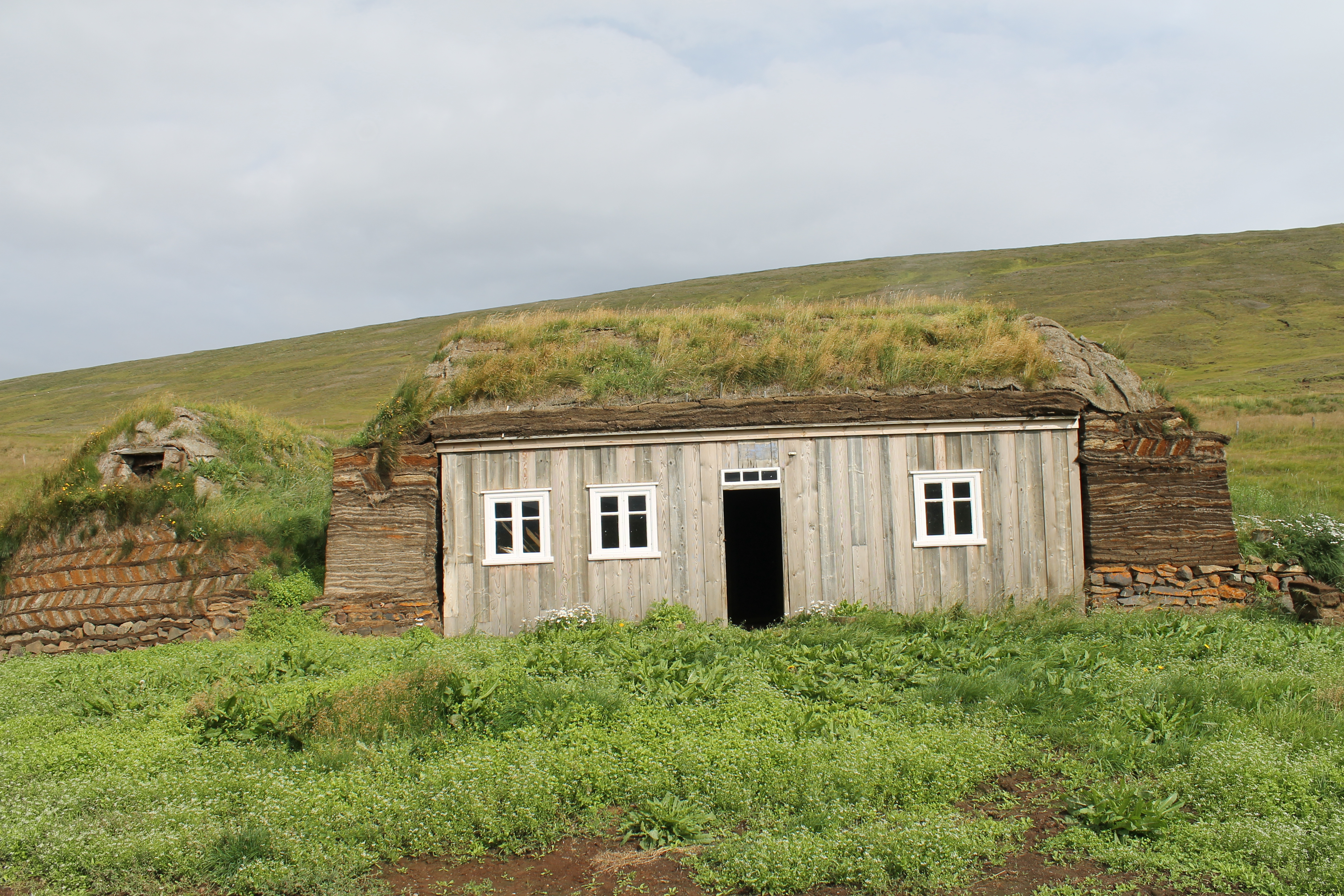
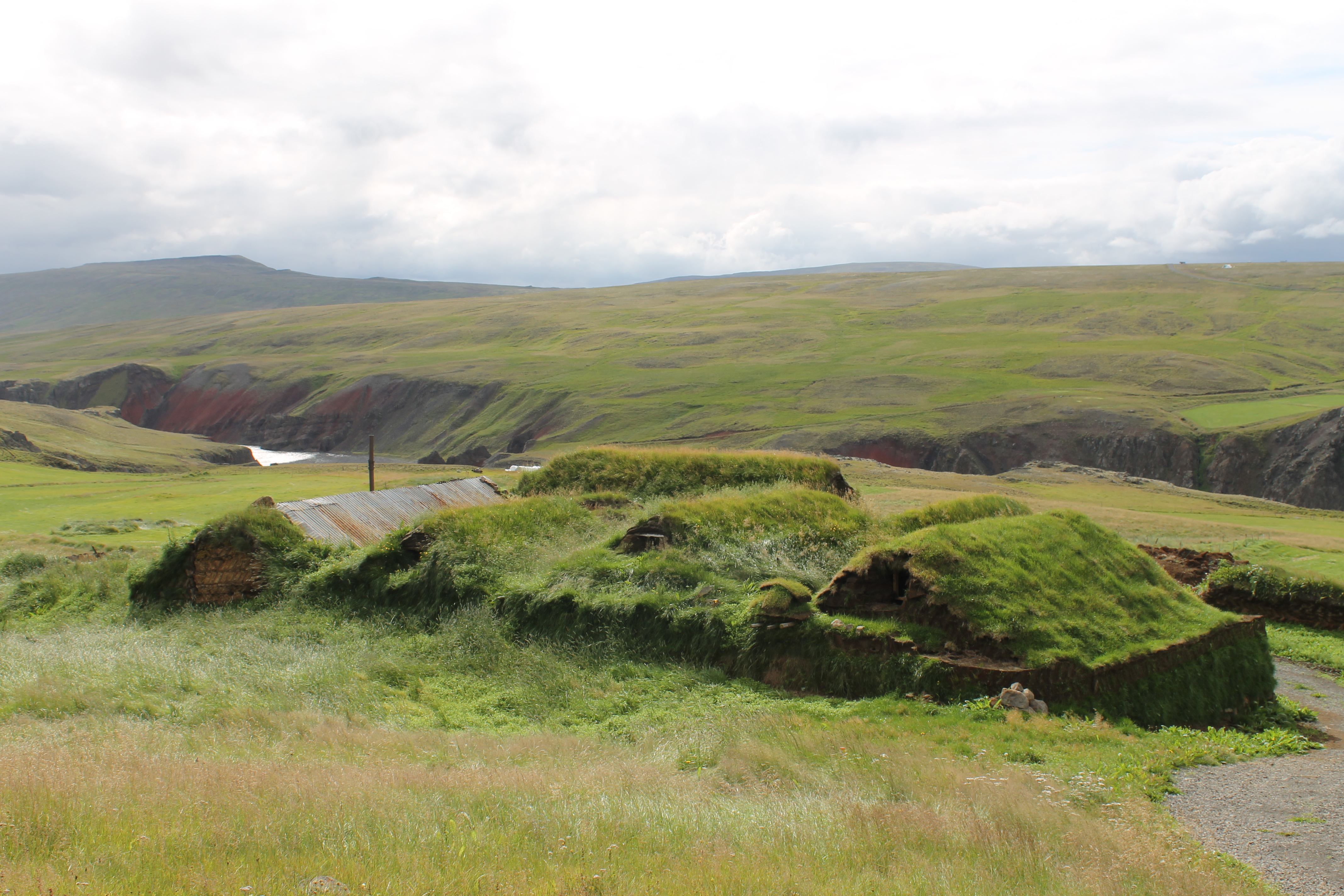